# 保尔·柯察金大街 (莫斯科)
保尔·柯察金大街是一条位于俄罗斯莫斯科东北行政区阿列克谢耶夫斯基区的大街，长度1.3千米，1965年以苏联作家尼古拉·奥斯特洛夫斯基的小说《钢铁是怎样炼成的》主人公保尔·柯察金命名，是莫斯科唯一一条以小说人物名称命名的大街。大街尽头有莫斯科理工大学。

## 外部連結
- Схема улицы （页面存档备份，存于）